# Short Belfast
O Short SC.5 Belfast (ou Shorts Belfast) é um avião de transporte pesado, quadrimotor, construído pela Short Brothers, de Belfast. Somente 10 unidades foram construídas, com todas entrando em serviço na Força Aérea Real (RAF) sob a designação Short Belfast C.1.
Na sua entrada em serviço, o Belfast era a maior aeronave operada em serviço militar britânico até então. Também é notável por ser a primeira aeronave a ser projetada com um sistema automático de pouso. Após a formação do Comando de Ataque da RAF e a reorganização dos meios de transporte aéreo, a RAF decidiu aposentar todos os seus Belfast ao fim de 1976.
Logo após sua baixa da RAF, cinco Belfast foram vendidos e postos em serviço civil pela TAC HeavyLift. Esta aeronave em serviço civil foi utilizada para transporte fretado de diversas cargas, incluindo para a RAF. Um Belfast está exposto no Museu da RAF de Cosford. Um Belfast da HeavyLift Cargo foi abandonado no Aeroporto de Cairns, na Austrália, sendo alvo de uma disputa judicial devido as taxas aeroportuárias. Em agosto de 2023, um Belfast ex-Flying Tigers foi registrado como N1819S e posto em condições de voo nos Estados Unidos.

## Desenvolvimento

### Origens

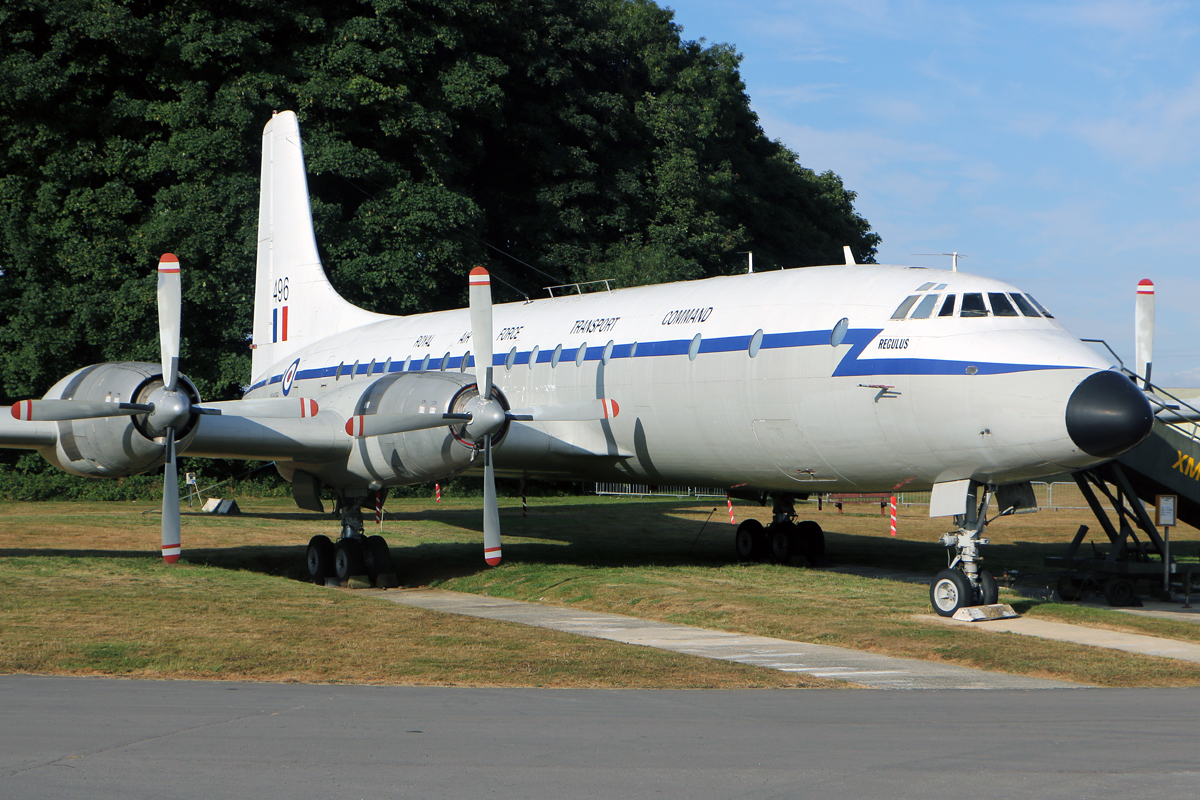
O projeto original do Belfast queria o uso de muitos componentes do Bristol Britannia (foto acima)

O Belfast tem suas origens em estudos conduzidos pela Short Brothers sobre a possibilidade de instalar quatro motores turboélices Bristol Orion em uma célula otimizada para transporte militar durante os anos 50. Foi decidido continuar esses estudos porque parte da administração da empresa acreditava que era altamente provável que houvesse um requisito operacional emitido para a Força Aérea Real (RAF) procurando aeronaves com essas especificações em um futuro próximo, apesar do presidente da Short, Sir Matthew Slattery, expressar suas dúvidas relativas a praticabilidade de tal aeronave. Slattery acreditava que o desenvolvimento de tal aeronave do zero não teria perspectivas de mercado suficientes e encorajando o maior uso de componentes e sistemas do Bristol Britannia o possível, uma medida que era visto como lógica e prática, reduzindo o tempo e o custo de desenvolvimento e, ao mesmo tempo, melhorando a confiabilidade, porém, tendo a desvantagem de menor desempenho.
Em março de 1957, a Short enviou os primeiros desenhos de sua proposta aeronave de transporte, designada PD.18 e nomeada Britannic (refletindo suas raízes no Bristol Britannia). O PD.18 somente se diferia do Britannia em sua fuselagem e na montagem de suas asas; com as asas, empenagem, motores, trens de pouso e vários outros sistemas eram comuns em ambos os tipos. A nova fuselagem era considerada grande para sua época, capaz de acomodar cargas de 3.3 m³ (12 ft sq), podendo carregar unidades de radar e o Míssil balístico de médio alcance (MRBM) Blue Streak, além de poder carregar passageiros em dois andares separados em seu compartimento de carga.
Durante o ano de 1957, ficou clara a necessidade da RAF por uma aeronave de transporte pesado. Nesse ínterim, o Requerimento Operacional ASR.371 foi publicado, na qual procurava uma aeronave de transporte capaz de carregar uma grande gama de cargas militares a longas distâncias. A aeronave procurada iria ser operada pelo Comando de Transporte da RAF. As cargas militares previstas incluíam material de artilharia, mais de 200 passageiros, helicópteros e mísseis. Em particular, a RAF emitiu uma demanda aumentada de carga útil/alcance de 13.607 kg (30.000 lb) a ser carregada por 6.667 km (3.600 nmi), maior do que havia sido considerado anteriormente.
Para satisfazer tais requerimentos, a Short começou a desenvolver a projeto original do Britannic, na qual havia sido transformado no Britannic IIIA. Com o projeto sendo constantemente revisado, a aeronave ficou cada vez tendo menor similaridade com o Britannia, incorporando um número maior de componentes, seções e sistemas novos. Dentre estas mudanças estavam uma nova caixa central para a asa, aumentando a envergadura em 5.03 m (16 ft 6 in) e a adoção de motores turboélices Rolls-Royce Tyne. Em janeiro de 1959, o Ministério do Ar britânico anunciou a seleção do projeto da Short para atender o requerimento. Assim, em fevereiro de 1959, o trabalho no projeto do Short começou formalmente, sendo designado internamente como SC.5/10. Em 21 de dezembro de 1960, uma encomenda para 10 aeronaves foi feita, com estas sendo designadas pela RAF como Belfast C.1.

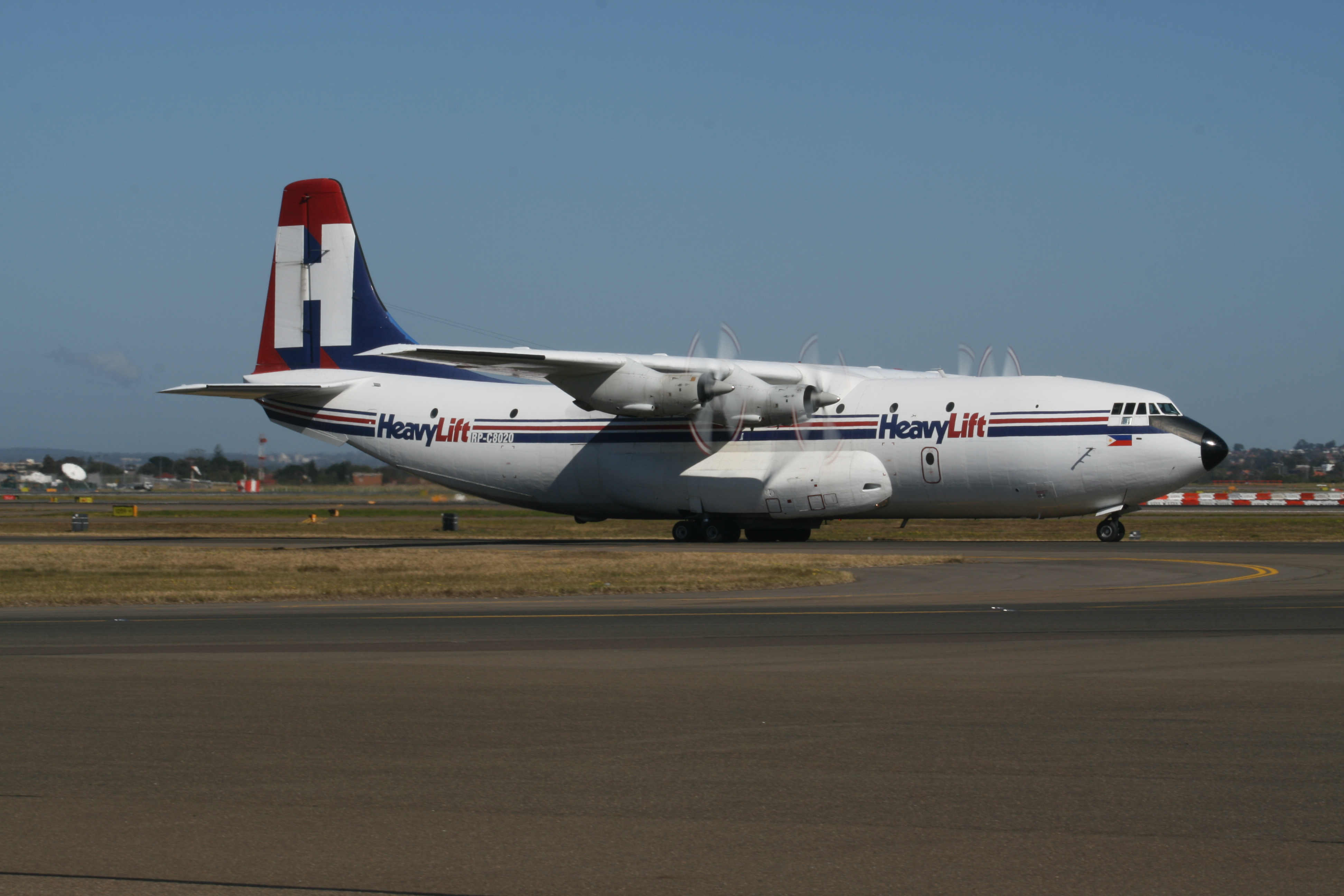
Um Belfast da HeavyLift Cargo Airlines, 2007

Em 5 de janeiro de 1964, o primeiro protótipo do Belfast fez seu primeiro voo, decolando do Aeroporto de Sydeham, em Belfast; a aeronave voou por 55 minutos, comandada pelo chefe dos pilotos de teste da Short, Denis Taylor, com uma tripulação de mais seis pessoas. Após o primeiro voo, Taylor declarou que "foi o voo mais fácil que eu tive em muitos anos...Essa aeronave é uma maravilha de voar. Uma beleza". As primeiras duas aeronaves produzidas eram equipadas com instrumentação dedicada para testes e utilizados para completar a campanha de ensaios em voo, na qual totalizou 850 horas/voo; tendo sido certificado nos requerimentos da RAF e da autoridade de aviação civil britânica (ARB). O primeiro pouso automático da aeronave foi conduzido as 120 horas de voo da campanha, bem antes do que havia sido originalmente estimado.
Em 5 de outubro de 1964, o primeiro dos três primeiros Belfasts em condições de voo decolou da Irlanda do Norte para Torrejón de Ardoz, na Comunidade de Madrid, Espanha, para participar de uma campanha de testes de performance de duas semanas, sendo essa a primeira vez que o tipo voava para o exterior. De acordo com o presidente da Short, C. E Wrangham, o Belfast tinha um provável ponto de equilíbrio contábil de 30 unidades. Apesar da encomenda de somente dez aeronaves, foi decidido construir as aeronaves utilizando gabaritos de produção.

### Variantes propostas
Multiplas variantes do Belfast foram propostas pela Short. Duas principais variantes civis da aeronave, o SC5/10A e o SC5/31, foram discutidos o início dos anos 60. O SC5/10A seria uma aeronave cargueira comercial derivada diretamente do Belfast C.1, mantendo muitas de suas características como as portas de carga e descarga traseiras. A carga útil seria aumentada para 39.000 kg (85.000 lb); era projetado que 150 passageiros poderiam ser acomodados em um único piso, com 288 passageiros acomodados com a instalação do segundo piso.
A segunda variante civil do Belfast, o SC5/31, contaria com uma porta de nariz (similar a utilizada no Boeing 747-400) no lugar da porta traseira de carga e descarga. Foi proposto que tanto a carga útil quanto o peso máximo de decolagem seriam consideravelmente maiores que de seu antecessor. Uma configuração proposta para o SC5/31 era o de transporte transatlântico, carregando até 138 passageiros no piso superior e até 24.947 kg (55.000 lb) de carga em paletes no piso inferior, sendo projetado para carregar até 45t (100.000 lb) de carga na rota Londres-Nova Iorque. Durante o ano de 1964, a Short revelou que havia proposto uma variante de passageiros com dois andares, voltado a voos de curta distância, para a British European Airways (BEA).
Variantes militares adicionais também foram propostas. O SC5/35 deveria ser uma variante de transporte estratégico, capaz de conduzir missões de grande alcance, enquanto o SC5/15 deveria ser uma aeronave de transporte tático, tendo poucas modificações da plataforma original. Uma variante de transporte tático mais avançada, o SC5/21, foi formulada para suprir o requerimento operacional OR.351 da RAF, na qual previa que a aeronave deveria ter capacidade STOL. Esta aeronave deveria contar com um sistema de controle de camada limite, propelido por três turbocompressores Rolls-Royce, montados em um grupo removível no alto da fuselagem, que lançariam ar pressurizado nas flapes e superfícies de controle das asas e empenagem.
Uma das modificações propostas mais extensivas seria o SC.5/40, feito em parceria com a Lockheed Corporation, dos Estados Unidos. Para esta variante, a fuselagem do Belfast receberia as asas do C-141 Starlifter, o que faria com que os motores turboélice fossem substituídos por turbojatos. Motores que foram especulados para este projeto incluíram o Pratt & Whitney JT3D-3 (18.000 lb de empuxo) ou JT3D-8 (21.000 lb), o Rolls-Royce Conway 550 (21.825 lb) e o Bristol Siddeley BS.100 (27.000 lb, aproximadamente). Uma proposta similar, mas melhorada, foi o SC5/45, sendo promovida fortemente para o requerimento operacional AS.364 da RAF, em parte porque também permitiria a produção de um modelo para a aviação civil quase idêntico, tanto para uso doméstico quanto para exportação, sendo designado SC5/41. Apresentações detalhadas sobre o SC5/41 e SC5/45 foram feitas para a British Overseas Airways Corporation (BOAC) e para a RAF, respectivamente, porém nenhuma encomenda foi feita.

## Design

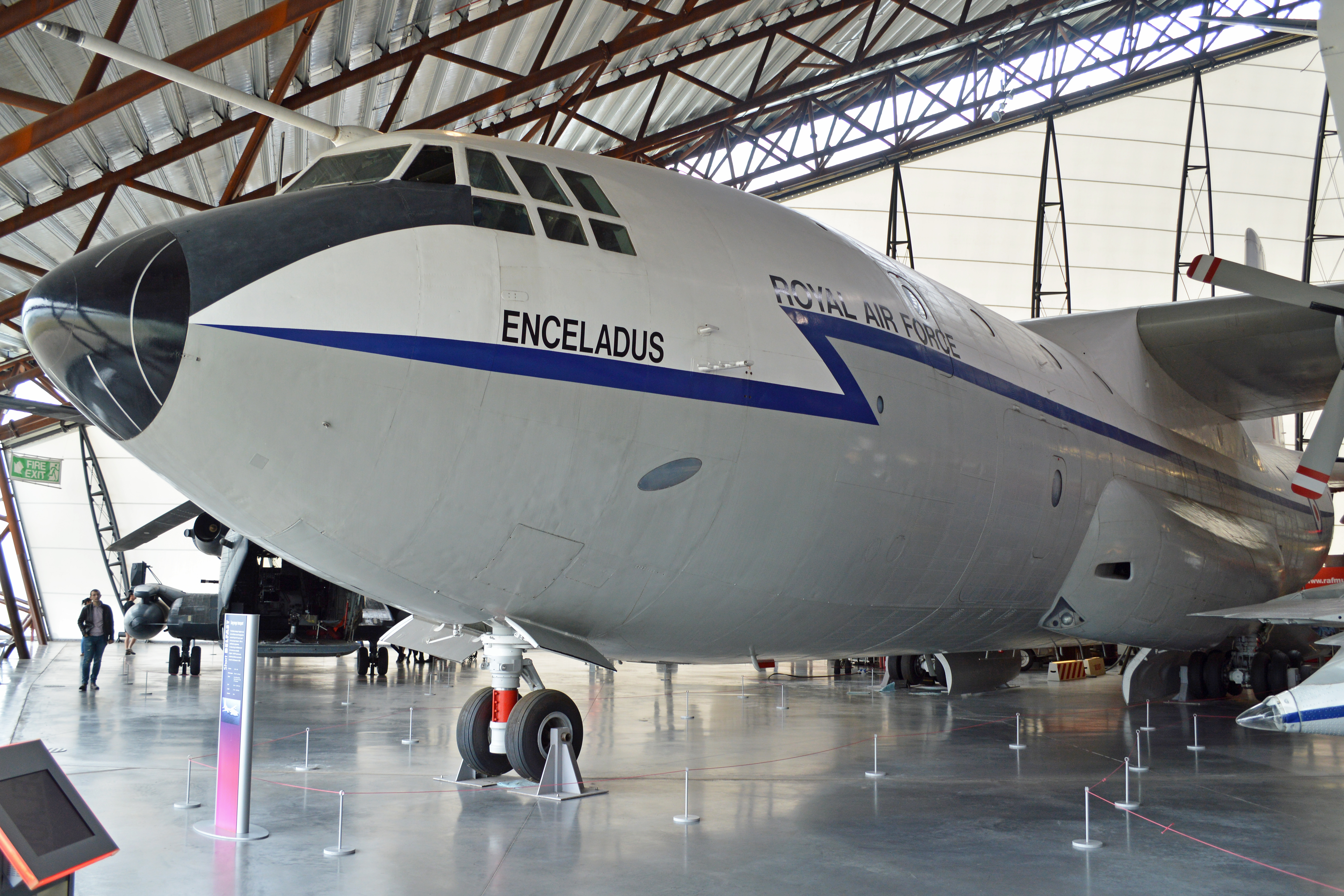
O Belfast C.1 XR371 "Enceladus", exposto no Museu da RAF, em Cosford

O Short Belfast foi uma aeronave de transporte estratégico, de grande porte e alta carga útil. Ela contava com uma asa alta, que portava quatro motores turboélices Rolls-Royce Tyne. De acordo com a publicação aeroespacial Flight International, o desenho das superfície de asas e empenagem são derivados do Bristol Britannia. Uma das maiores modificações feitas na asa foi a conversão a uma asa molhada, feita pela firma canadense Canadair. Há vários outros elementos que são compartilhados no design do Belfast e do Britannia, porém, são bem menos do que o que era pensado durante os estágios iniciais do projeto.
A fuselagem do Belfast tem uma forma cilíndrica, como é em muitos outros desenhos. O fuselagem foi desenvolvida com uma vida útil de 15.000 ciclos, sendo testada para tal vida útil com a fuselagem imersa em um tanque de água. Princípios de fail-safe foram utilizados no design das portas de carga laterais e da rampa traseira. Seções laminadas foram usadas na maioria das estruturas e longarinas da fuselagem, enquanto vigas caixão foram usadas onde o esforço de cargas mais pesadas foi normalmente previsto. A estrutura não tem de qualquer uso de peças forjadas ou usinadas.
Os controle de voo do Belfast incorporaram inúmeros recursos desenvolvidos pela Bristol e pela Canadair, que junto da Short, colaboraram no desenvolvimento da aeronave. Ela usava o mesmo mecanismo de compensadores do Britannia, mas com alguns avanços, principalmente em termos de controle lateral, via uma configuração mais simples de spoilers. Outros avanços foram feitos, incluindo a conexão do aileron de estibordo com o leme para contrapor o rolamento adverso devido à deflexão do leme e a conexão dos profundores aos flapes, para neutralizar qualquer mudança nos compensadores devido a comandos nos flapes. O Belfast era equipado com um sistema de pouso automático, produzido pela Smiths Aerospace, a primeira aeronave a contar com tal capacidade desde seu desenvolvimento. O piloto automático e o sistema de controle de voo, designado como ASR.518, contava com três canais para os eixos longitudinal e transversal. O sistema de pouso por instrumentos contava com muitas funções, como autothrottle, head up display (HUD) e radioaltímetro.
O compartimento de carga, com 26 m (84 ft) de comprimento e 4.9 m (16 ft) de diâmetro, poderia ser adentrado por duas portas traseiras, que contam com uma rampa de carga integral. O compartimento era espaçoso o suficiente para que empilhadeiras pudessem trabalhar dentro. O trem de pouso principal contava com dois bogies de oito rodas cada, além de duas rodas no trem de pouso do nariz. O Belfast tinha o peso máximo de decolagem acima de 100 t (220.500 lb) - menos que seus contemporâneos como o Antonov An-22 (250 t) e o Douglas C-133 Cargomaster (128 t), porém, era maior que do C-130 Hercules (70 t). O Belfast pode carregar 150 passageiros com seu equipamento ou veículos como um carro de combate Cheftain, três viaturas blindadas de reconhecimento (VBR) Alvis Saladin, ou até um par de helicópteros Westland Wessex, ou quatro Westland Whirlwind ou até seis Westland Wasp ou Scout, ou ainda um par de mísseis balísticos lançados de submarino (SLBM) Polaris.

## Histórico operacional

### Serviço militar

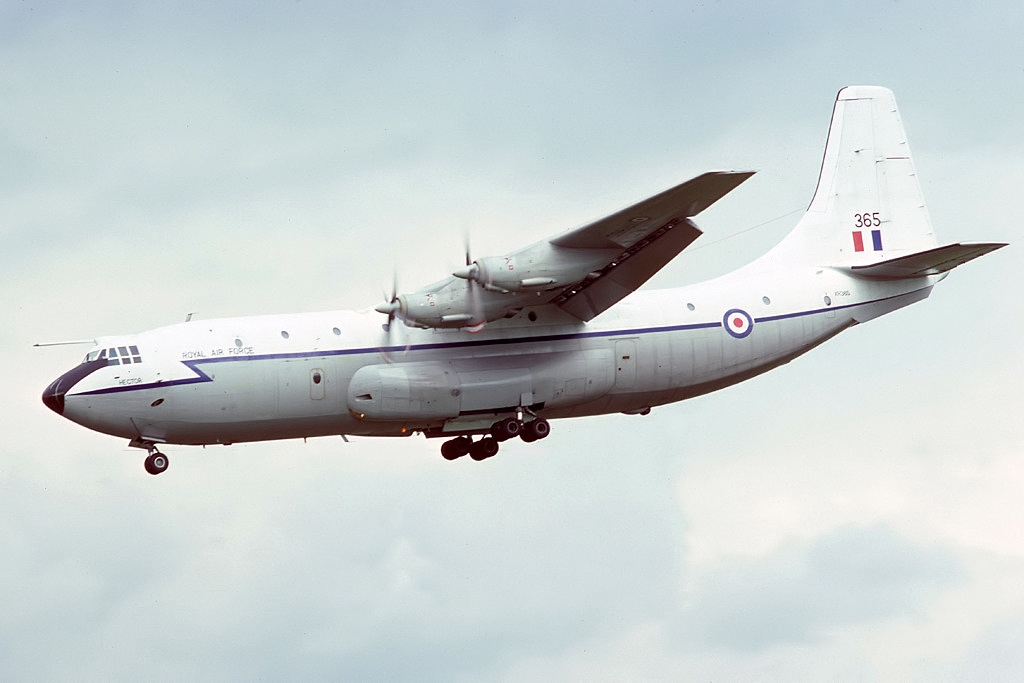
O Belfast C.1 XR365 "Hector" a serviço do Esquadrão Nº 53 da RAF

Em 20 de janeiro de 1966, o Belfast C.1 entrou em serviço no Esquadrão Nº 53 da RAF, quando o XR367 (a sexta aeronave de produção) foi entregue na Base Aérea (BA) de Brize Norton, em Oxfordshire. Quatro meses depois, o Esquadrão Nº 53 foi realocado para a BA de Fairford, em Gloucestershire, devido a reformas sendo feitas em Brize Norton; retornando a Brize Norton em 1967. Estas aeronaves receberam nomes, coisa que era incomum na RAF. Após a entrada em serviço dos Belfasts na RAF, ficou aparente que um problema de arrasto impedia que as cinco primeiras aeronaves tivessem o desempenho prometido pela Short. Testes e modificações foram feitas inicialmente na aeronave matrícula SH1818, tendo sido desenvolvido uma nova carenagem traseira, na qual resultou em um aumento de velocidade da aeronave em 64 km/h (40 mi/h).
Com a reorganização do Comando de Ataque da RAF teve repercussões na frota de Belfasts da RAF e levou a retirada de serviço de vários modelos, como o Bristol Britannia e o de Havilland Comet em 1975. Em 1976, o Belfast foi retirado de serviço e todas as unidades foram voadas para a BA de Kemble, em Gloucestershire, onde foram estocados.

### Serviço civil

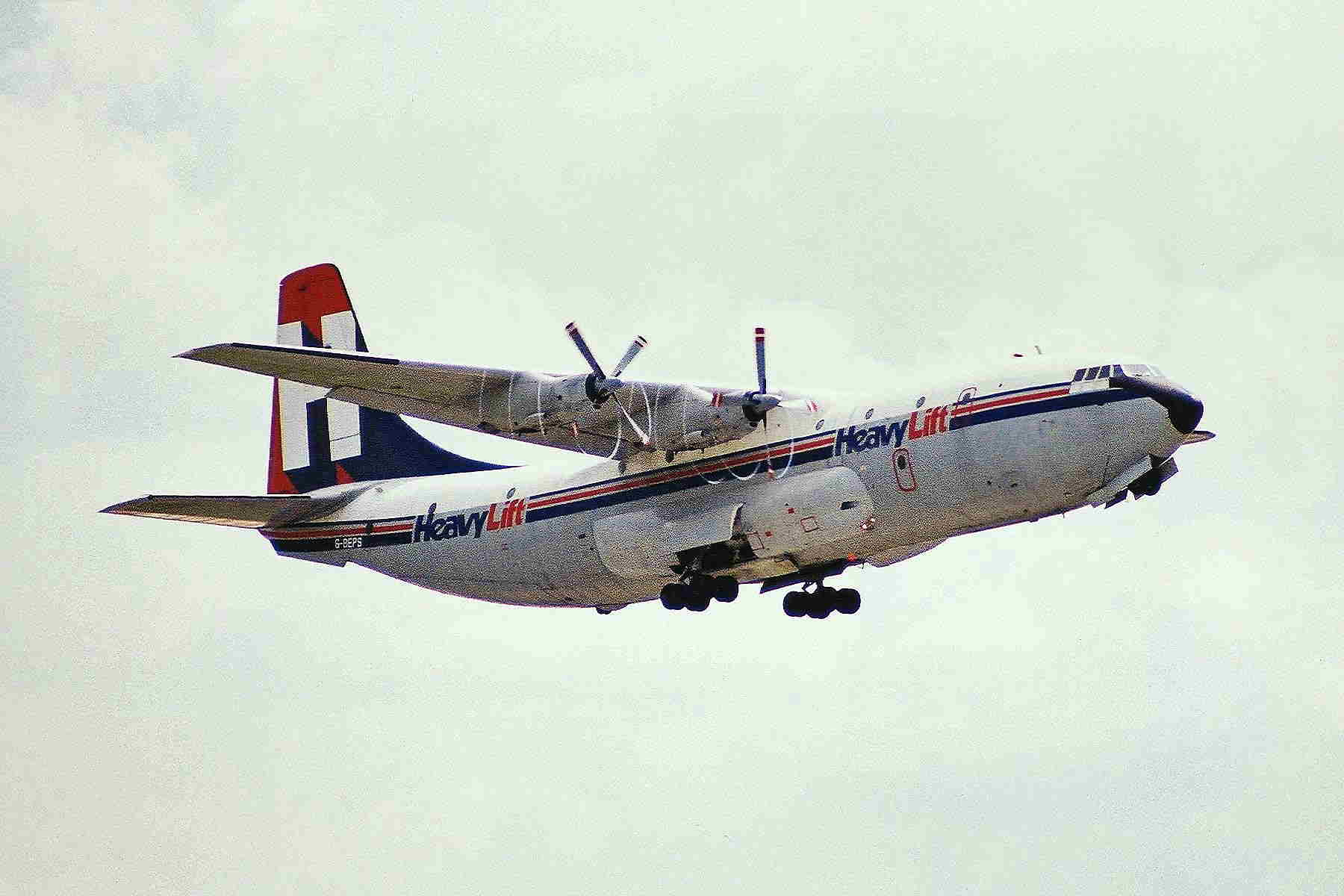
O Belfast G-BEPS operado pela TAC HeavyLift

A TAC HeavyLift adquiriu cinco Belfasts para uso comercial em 1977, operando três deles em 1980, após as aeronaves sofrerem retrabalhos e receberem a certificação comercial. Ironicamente, alguns deles foram fretados para cargas durante a Guerra das Malvinas, com fontes afirmando que isso custou mais a RAF que manter estas aeronaves em serviço até os anos 90. Os Belfasts da HeavyLift foram contratados novamente pela RAF para transporte durante a Guerra do Golfo, transportando viaturas e helicópteros grandes demais para serem carregados pela frota de Hercules britânica. Após serem aposentados da TAC HeavyLift, vários deles foram estocados no Aeroporto de Southend, em Londres.
Uma aeronave foi restaurada e voada para a Austrália em 2003, sendo operadas pela HeavyLift Cargo Airlines. Esta aeronave não está mais em condições de voo, sendo visto constantemente estacionado na rampa de aviação geral do Aeroporto Internacional de Cairns, em Queensland, sendo acompanhado por um ou dois Boeing 727 da companhia, tendo sido registrado em 2011 como RP-C8020. As marcações da HeavyLift foram apagadas em 28 de agosto de 2011, sendo mantido somente a matricula da aeronave. A aeronave foi fotografada intacta, porém sem matricula, em Cairns, no dia 7 de agosto de 2017. Após registro na FAA como N1819S, o Belfast de Cairns passou por restauração e pode voltar a serviço.
Um segundo Belfast, matriculado G-BEPS (SH1822) deveria ser enviado para a Austrália após reforma no Aeroporto de Southend, mas acabou sendo desmantelada em outubro de 2008. O último Belfast em serviço (XR371 "Enceladus") foi preservado no Museu da RAF, em Cosford. Esta aeronave foi repintada em seu padrão original da RAF e está em exibição na Exibição Nacional da Guerra Fria.

## Operadores

### Operadores Civis
- Austrália
  - HeavyLift Cargo Airlines;[20]
- Reino Unido
  - TAC HeavyLift;[21]
  - Transmeridian Air Cargo;[22]

### Operadores Militares
- Reino Unido
  - Força Aérea Real;

## Especificações (Belfast C Mk.1)
Dados de Jane´s All The World's Aircraft 1969-1970 
Características Gerais
- Tripulantes: 5 (piloto, copiloto, engenheiro de voo, navegador e mestre de carga);
- Capacidade: 150 passageiros (250 passageiros com o segundo piso removível instalado) ou 35.380 kg (78.000 lb) de carga útil;
- Comprimento: 41.58 m (136 ft 5 in)
- Envergadura: 48.40 m (158 ft 9.5 in)
- Altura: 14.33 m (47 ft)
- Área Alar: 229.1 m2 (2,466 sq ft)
- Alongamento: 10.22
- Aerofólio: NACA 25017 (raiz); NACA 4413 (ponta);[24]
- Peso Vazio: 57,606 kg (170.000 lb)
- Peso Máximo de Decolagem (MTOW): 104,326 kg (230,000 lb)
- Motor: 4x turboélices Rolls-Royce R.Ty.12 Tyne Mk.101, 5,730 shp (4,270 kW) cada;
- Hélices: Hawker Siddeley Dynamics 4/7000/6, quatro pás, velocidade constante, 4.9m (16 ft) de diâmetro;

Desempenho
- Velocidade Máxima: 567 km/h (352 mph, 306 kn)
- Velocidade de Cruzeiro: 541 km/h (336 mph, 292 kn) a 7.315 m (24.000 ft)
- Velocidade de Estol: 180 km/h (112 mph, 97 kn)
- Alcance: 1.610 km (1.000 mi, 870 nmi) com 35.380 kg (78.000 lb) de carga útil;
- Alcance de Traslado: 9.800 km (6.100 mi, 5.300 nmi);
- Teto de Serviço: 9,100 m (30,000 ft)
- Razão de Subida: 5.4 m/s (1,060 ft/min)

Aviônica
- Radar Meteorológico: EKCO E190[25]

## Bibilografia
- Hales-Dutton, Bruce. "Database: Short Belfast". Aeroplane, Vol. 44, No. 12, December 2016. pp. 79–93. ISSN 0143-7240.
- Hewson, Robert, ed. Commercial Aircraft and Airliners. Londres: Aerospace Publishing Ltd. and Airlife Publishing Ltd., 2nd ed, 2001. ISBN 1-84037-064-5.
- Mondey, David.  Encyclopedia of the World's Commercial and Private Aircraft. Nova York: Crescent Books, 1981. ISBN 0-517-36285-6.
- Taylor, John W. R. Jane's All The World's Aircraft 1969–70. Londres: Sampson Low Marston & Company, 1969. ISBN 0-354-00051-9.
- The Technical Editor (19 de setembro de 1963). «Belfast: Short's Strategic Freighter for the RAF». Flight International. 84 (2845). pp. 499–508. Cópia arquivada em 2 de fevereiro de 2017
- «The Short Belfast Airborne». Flight International. 85 (2861). 9 de janeiro de 1964. pp. 40–41. Cópia arquivada em 2 de fevereiro de 2017
- White, Molly O'Loughlin. Belfast : The Story of Short's Big Lifter. Hinckley, Reino Unido: Midland Counties Publications, 1984. ISBN 0-904597-52-0.
- Wood, Derek. Project Cancelled. Macdonald and Jane's Publishers, 1975. ISBN 0-356-08109-5.

## Ligações Externas
- Short Belfast – British Aircraft Directory
- Short Belfast capabilities
- Short Belfast specs and history at airliners.net
- Short Belfast XR371 "Encedalus" at RAF Museum
- Short Belfast XR371 "Encedalus" photo gallery at airliners.net
- Short Belfast XR371 "Encedalus" photo gallery at Air-Britain Photos